# Halloren

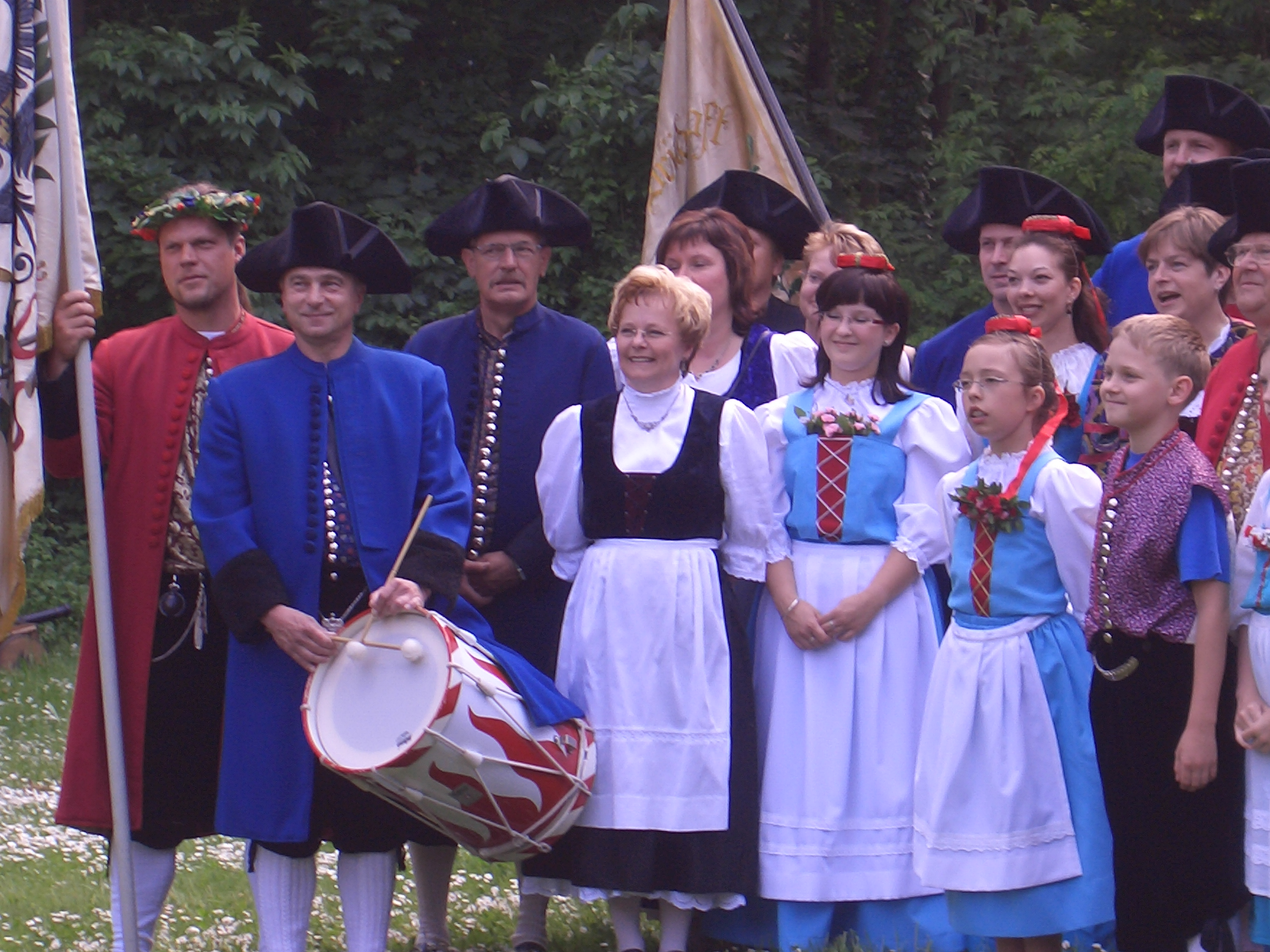
Mitglieder der Salzwirker-Brüderschaft im Thale zu Halle in Festtracht (2008)

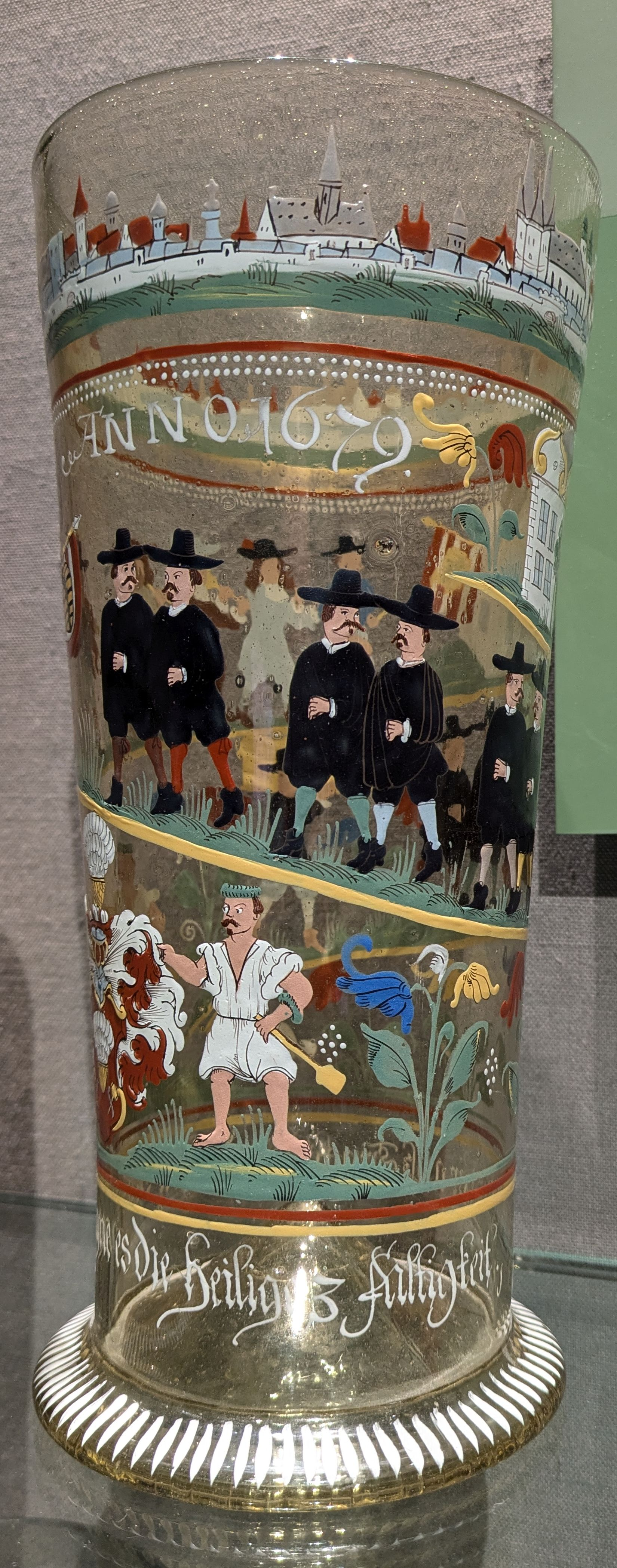
Humpen mit Darstellung des Umzugs der Halloren im Jahr 1679 (im Corning Museum of Glass)

Als Halloren werden seit dem Spätmittelalter die Salinenarbeiter in Halle (Saale) bezeichnet. Heute wird der neuzeitliche Begriff Hallore hauptsächlich für die Mitglieder der Salzwirker-Brüderschaft im Thale zu Halle verwendet.

## Geschichte
Die Salzwirker „verkochten“ die Sole in Herdpfannen zu Salz. Ihre Fachkenntnisse sicherten ihnen eine angesehene Stellung und nach und nach einträgliche Privilegien, wie den Vogel- und Fischfang sowie den Verkauf von Soleiern und Räucherwaren. 1524 schlossen sie sich zu einer noch heute bestehenden Bruderschaft zusammen. Die Mitglieder haben (oder hatten) eigentümliche Bräuche und verwendeten die Reste eines untergegangenen Dialekts. Die Anzahl der Halloren war so bedeutend, dass sie 1545 über 600 bewaffnete Männer hatten stellen können. Sie waren bei der Verteidigung der Stadt mit dem Dienst an deren Geschützen betraut. In früheren Zeiten hielt man eine strenge kastenartige Abgeschlossenheit gegenüber der übrigen Bevölkerung der Stadt aufrecht.
Auf dem Gelände des heutigen Technischen Halloren- und Salinemuseums wurde zwischen 1719 und 1721 die Königlich-Preußische Saline errichtet, von der heute noch einige Gebäude vorhanden sind. Die um 1930 errichteten Erweiterungsbauten sind ebenfalls erhalten. Dort wurde bis 1964 das Salz gewonnen und 1967 das Museum eröffnet.

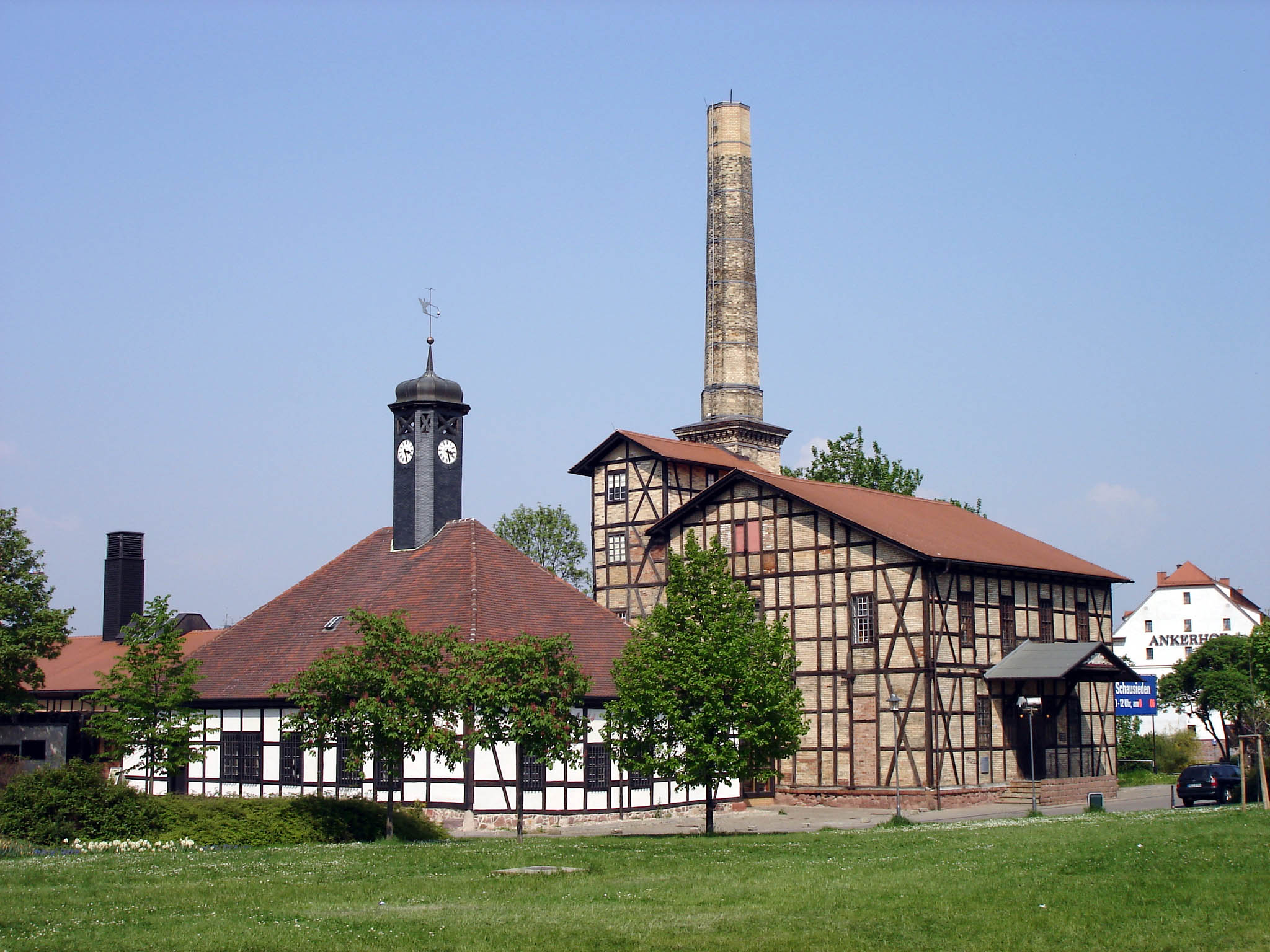
Halloren- und Salinemuseum an der Saale

Die Salzwirker-Brüderschaft im Thale zu Halle wurde im Dezember 2014 in das Bundesweite Verzeichnis des immateriellen Kulturerbes im Sinne des Übereinkommens zur Erhaltung des Immateriellen Kulturerbes der UNESCO aufgenommen.

## Berufszweige

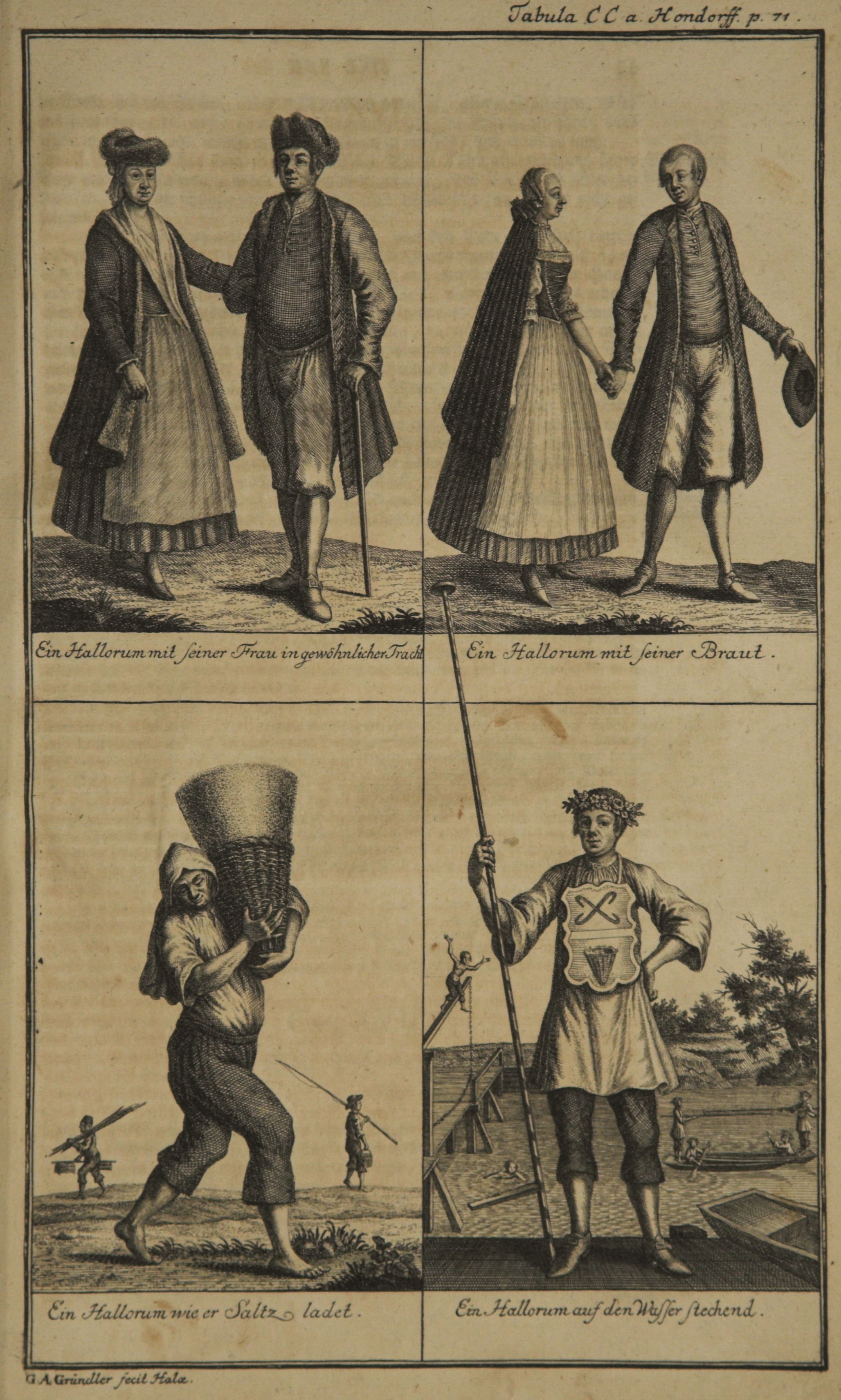
Halloren (in: Johann Christoph von Dreyhaupt, Beschreibung des Saalkreises, 1750)

Nach ihrer Beschäftigung bilden sich die Halloren in drei Gruppen:
- die Bornknechte,
- die Wirker,
- die Läder mit den Stopfern.

Die Bornknechte zogen das Salzwasser, die Sole, aus dem Brunnen und trugen es in die Siedehäuser, wofür sie ihren Lohn nicht in Geld, sondern in Sole erhielten, die unter dem Namen Gerente auf ihre Rechnung versotten wurde. Sie bildeten eine besondere Innung mit eigener Kasse und eigenen Ordnungen, brauchten aber nicht Halloren von Geburt zu sein.
Unter die Läder und Wirker dagegen durften nur solche Männer ehelicher Geburt aufgenommen werden, deren Eltern bereits beiderseits zu den Halloren gehörten. Diese beiden Klassen hatten gleiche Rechte und gleiche Vorrechte. Zu den Wirkern gehörten
- die Sogger (Sieder),
- die Salzträger,
- die Gruder (Heizer) und
- die bei der Salzbereitung beschäftigten Knechte.

Zu den Lädern, die das Verladen des Salzes besorgten, zählten auch die Stopfer, die die Wagen instand zu setzen und das Salz vor Nässe zu schützen hatten.
Als die eigentlichen Meister galten die „Sieder bei der Pfanne“, die (während des 18. Jahrhunderts) für die Pfänner alles Nötige besorgten, verauslagten und wöchentlich mit diesen abrechneten. Seit der Einführung der Dampfkraft sind die Läder und die Gerentner gänzlich eingegangen. Anfang des 20. Jahrhunderts arbeiteten noch etwa 100 Halloren in der Saline, die übrigen hatten sich anderen Berufen zugewandt. Von ihren Privilegien hatten sich einige bis in diese Zeit erhalten, z. B. am Neujahrsempfang den Landesherrn begrüßen zu dürfen, wobei sie ihm und seiner Familie Schlackwürste, hallorisches Salz und Soleier zum Geschenk brachten.

## Hallenser und Halloren
Umgangssprachlich werden auch Einwohner der Stadt Halle (Saale), deren Familien schon über mehrere Generationen dort ansässig sind, Halloren genannt.

## Hallorenkugeln
Die „Hallorenkugeln“ der Halloren Schokoladenfabrik, ein Schokoladenkonfekt, sollen die silbernen Knöpfe an der Zunftkleidung der Halloren darstellen.